# Judo Boy
Judo Boy (紅三四郎?, Kurenai Sanshirō, Sanshirō il rosso) è un manga giapponese creato da Tatsuo Yoshida nel 1968 e pubblicato in patria dalla Shogakukan sulla rivista Weekly Shōnen Sunday. Dalla serie è stato tratto nello stesso anno un anime di 26 episodi prodotto da Tatsunoko e trasmesso da Fuji TV, giunto in Italia nel 1980 e trasmesso su TMC, Nickelodeon e GXT.

## Trama
Sanshiro Kurenai è un ragazzo il cui padre, ammirato maestro di judo e fondatore della scuola nella quale anch'egli è stato allievo, viene un giorno ucciso durante un duello (o un agguato a sorpresa) da un nemico più esperto.
Al suo arrivo il ragazzo trova il padre gravemente ferito, ormai senza più alcuna speranza di poter sopravvivere. Unico indizio che egli trova sul luogo del delitto è un occhio di vetro vicino al corpo del padre: ciò dimostrerebbe che l'assassino era un uomo con un occhio solo. Così, dopo aver superato un primo momento d'angoscia e sconforto, si mette in viaggio alla ricerca dell' "uomo con un occhio solo" per vendicarsi. Alla guida della sua moto girerà il mondo, accompagnato da un orfanello di nome Ken e dal suo fedele cane Bobo.
Tutti gli episodi dell'anime ruotano attorno alla ricerca ossessiva da parte di Sanshiro. Molti degli avversari da lui affrontati nel corso della serie hanno un occhio solo oppure un occhio nascosto da una benda. Quando combatte, il protagonista indossa un keikogi, un vistoso kimono rosso fattogli dalla madre, che solleva vivacemente in aria prima di stringerlo in vita con una nera cintura e dar inizio ad ogni combattimento.
Quasi sempre Sanshiro incontra anche qualche bella ragazza che vorrebbe trattenerlo con sé, dopo essere stata da lui salvata: ma ognuna di esse lo lascerà andare, seppure a malincuore, convincendosi che il giovane deve seguire il suo destino senza dunque fermarsi o cedere alla tentazione di una vita ordinaria.
L'anime si conclude senza che si veda l'eroe raggiungere il suo scopo: nell'ultima puntata infatti Sanshiro si congeda per l'ennesima volta da una ragazza per continuare quindi la sua ricerca dell' "uomo con un occhio solo".

## Anime

### Doppiaggio
| Personaggio                           | Doppiatore giapponese | Doppiatore italiano           |
| ------------------------------------- | --------------------- | ----------------------------- |
| Sanshiro Kurenai                      | Ikuo Nishikawa        | Renzo Stacchi                 |
| Max e Frank                           |                       | Giorgio Locuratolo            |
| Luna                                  |                       | Liliana Sorrentino            |
| Ken                                   | Azumato Kenbo         | Marco Guadagno Riccardo Rossi |
| Mayuri                                |                       | Rosalinda Galli               |
| Tamir (Kamir nella versione italiana) |                       | Vittorio Guerrieri            |
| Vari personaggi                       |                       | Vittorio Di Prima             |
| Narratore                             | Kenji Utsumi          | Antonia Forlani               |

### Sigle italiane
Sono due le sigle italiane dell'anime. La prima,  scritta da Andrea Lo Vecchio su musica e arrangiamento di Detto Mariano, ha per titolo Judo Boy ed è stata eseguita dai Judo Boy. La seconda, anch'essa intitolata Judo Boy e usata solo ed esclusivamente per la replica su TMC, è stata invece cantata da Antonio Galbiati, su testo scritto da Fabrizio Berlincioni e musica composta da Silvio Amato.

### Episodi
| Nº | Titolo italiano Giapponese 「Kanji」 - Rōmaji                                                       | In onda           | In onda |
| Nº | Titolo italiano Giapponese 「Kanji」 - Rōmaji                                                       | Giapponese        |         |
| 1  | L'invincibile nemico 「紅の風雲児（嵐の風雲児）」 - kurenai no fūunji (arashi no fūunji)            | 2 aprile 1969     |         |
| 2  | L'uomo del grattacielo 「摩天楼の片目」 - matenrō no katame                                         | 9 aprile 1969     |         |
| 3  | La sfida dei gatti selvaggi 「猫魔族の挑戦」 - nekoma zoku no chōsen                                | 16 aprile 1969    |         |
| 4  | Il sigillo del re 「燃ゆる大平原（燃える大平原）」 - moyu ru daiheigen (moe ru daiheigen)           | 23 aprile 1969    |         |
| 5  | Il momento della verità 「荒野の暴れん坊」 - kōya no abarenbō                                       | 30 aprile 1969    |         |
| 6  | La mortale "stella a croce" 「必殺！紅十字星」 - hissatsu! kurenai jūji hoshi                       | 7 maggio 1969     |         |
| 7  | L'oro spagnolo 「海の虎・ハリマオ（海の虎(ハリマオ)」 - umi no tora. harimao (umi no tora (harimao) | 14 maggio 1969    |         |
| 8  | I super uomini ombra 「魔の超人マシン」 - ma no chōjin mashin                                       | 21 maggio 1969    |         |
| 9  | Duello sulla neve 「白銀の対決」 - hakugin no taiketsu                                              | 28 maggio 1969    |         |
| 10 | Il castello di Sandoria 「幻の独眼帝王」 - maboroshi no dokugan teiō                                | 4 giugno 1969     |         |
| 11 | I guerrieri del Kilimangiaro 「キリマンジャロの戦士」 - kirimanjaro no senshi                       | 11 giugno 1969    |         |
| 12 | Duello al tramonto 「夕陽の決闘（夕陽の決斗）」 - yūhi no kettō (yūhi no ketsu to)                  | 18 giugno 1969    |         |
| 13 | Appuntamento con la morte 「紅脱出作戦」 - kurenai dasshutsu sakusen                                | 25 giugno 1969    |         |
| 14 | Gli allievi dei killers 「殺し屋オリンピック」 - koroshiya orinpikku                                | 2 luglio 1969     |         |
| 15 | Il cane giustiziere 「決死の復讐犬」 - kesshi no fukushū inu                                        | 9 luglio 1969     |         |
| 16 | Sul fondo del mare 「地獄の三四郎」 - jigoku no sanshirō                                            | 16 luglio 1969    |         |
| 17 | Il generale Guercio 「片目の鬼将軍」 - katame no oni shōgun                                         | 23 luglio 1969    |         |
| 18 | Il fantasma del castello 「墓場をあばけ」 - hakaba woabake                                          | 30 luglio 1969    |         |
| 19 | Il denaro o l'amicizia 「裏切りの報酬」 - uragiri no hōshū                                          | 6 agosto 1969     |         |
| 20 | L'occhio della tigre (prima parte) 「片目の白虎（前編）」 - katame no byakko (zenpen)               | 13 agosto 1969    |         |
| 21 | L'occhio della tigre (seconda parte) 「片目の白虎（後編）」 - katame no byakko (kōhen)              | 20 agosto 1969    |         |
| 22 | Gli abitanti del sottosuolo 「必殺マグマ流」 - hissatsu maguma ryū                                  | 27 agosto 1969    |         |
| 23 | La forca o la verità 「三四郎絶体絶命」 - sanshirō zettaizetsumei                                   | 3 settembre 1969  |         |
| 24 | Il colpo mortale 「極意 天地崩し（極意天地崩し）」 - gokui tenchi kuzushi (gokui tenchi kuzushi)    | 10 settembre 1969 |         |
| 25 | Il villaggio delle scimmie 「狼人殺法（猿人殺法）」 - ookami nin sappō (enjin sappō)                | 17 settembre 1969 |         |
| 26 | La ragazza intrepida 「秘剣美少女」 - hi tsurugi bishōjo                                            | 24 settembre 1969 |         |